# Verkehrsbetriebe Glattal

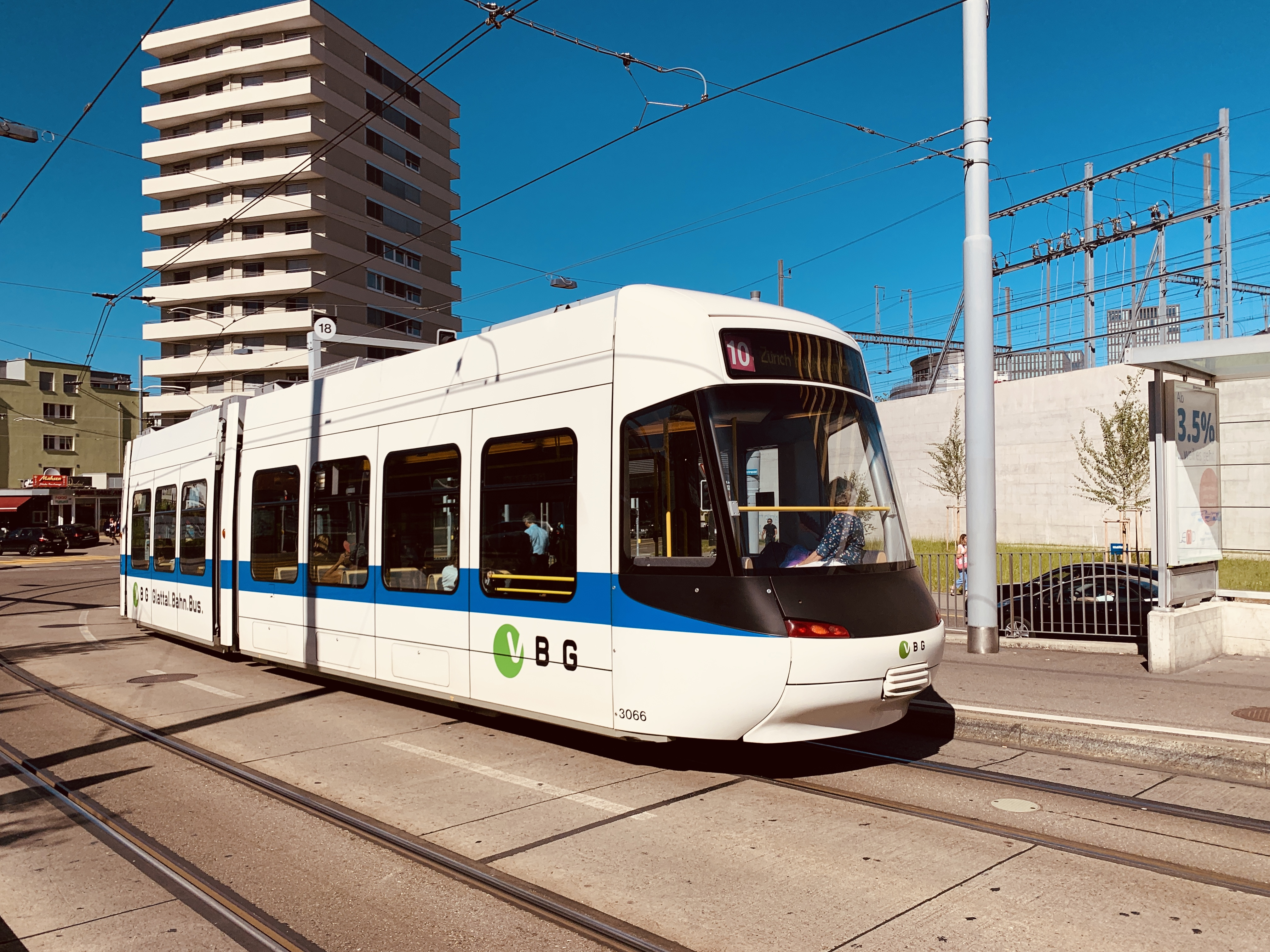
Tramlinie 10 der vbg

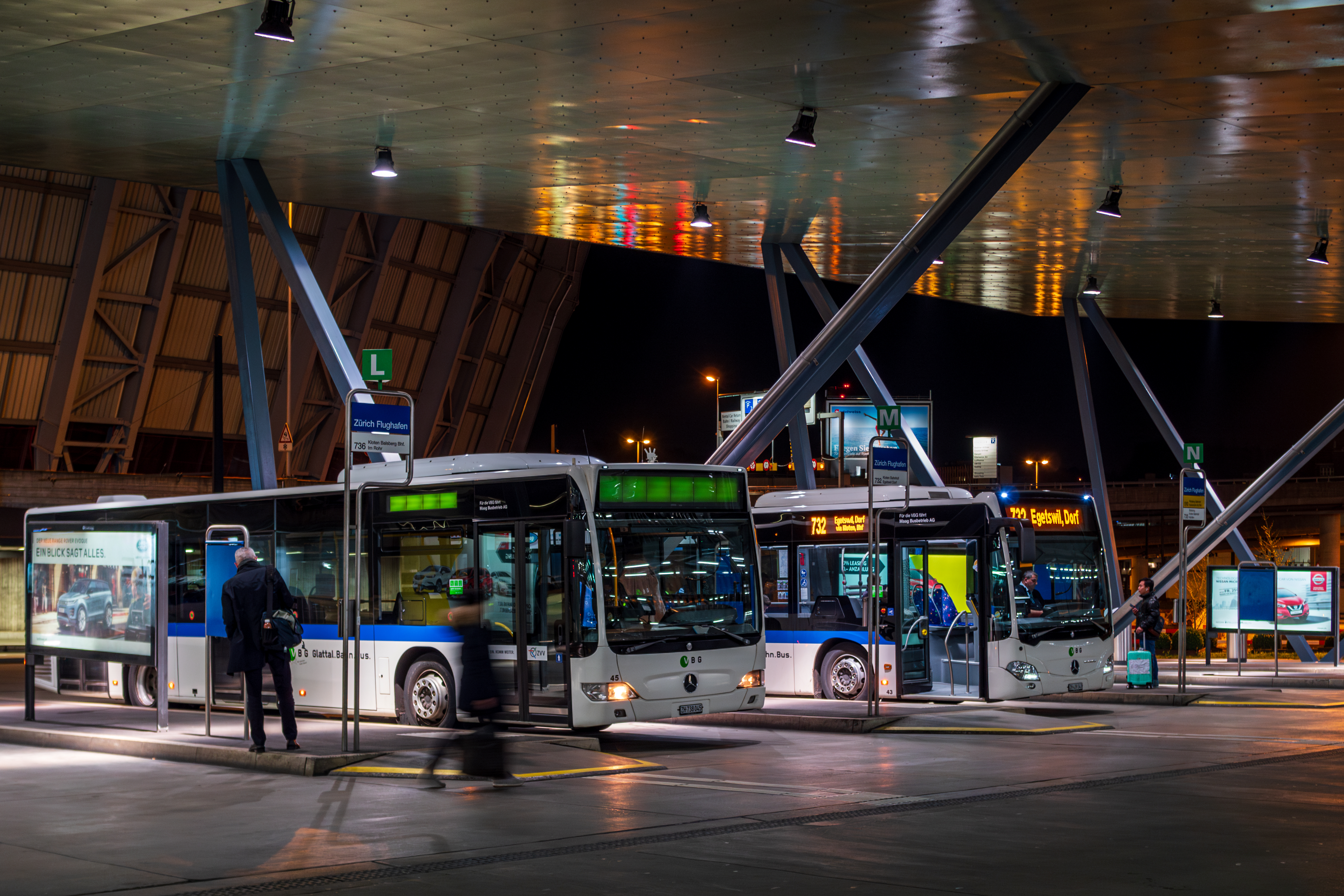
VBG-Busse am Flughafen Zürich

Die VBG Verkehrsbetriebe Glattal AG betreiben im Auftrag des Zürcher Verkehrsverbunds (ZVV) als sogenanntes marktverantwortliches Unternehmen (MVU) den öffentlichen Nahverkehr in den Regionen Glattal und Furttal sowie im Raum Effretikon/Volketswil. Als reines MVU sind die VBG seit 1993 ausschliesslich für die Planung und Umsetzung des Verkehrsangebots zuständig, sämtliche Fahrleistungen werden von Transportbeauftragten erbracht, die Fahrpersonal und Fahrzeuge stellen.
Das Verkehrsnetz der VBG setzte sich 2021 aus 54 Linien – 52 Buslinien und 2 Tramlinien – mit einer Streckenlänge von 287,4 km (Bus 274,7 km, Tram 12,7 km) und 411 angefahrenen Haltestellen zusammen. Nach dem Spitzenjahr 2019 mit 39,0 Mio. Passagieren wurden 2021 insgesamt 28,7 Mio. Passagiere verzeichnet, nach Verkehrsträgern aufgeteilt rund 23,3 Mio. Busfahrgäste und 5,4 Mio. Tramfahrgäste.

## Unternehmen

### Struktur
Die Verkehrsbetriebe Glattal sind seit Dezember 1997 im Handelsregister des Kantons Zürich als Aktiengesellschaft eingetragen. Seit der Aktualisierung der Statuten im Juni 2003 lautet der Unternehmenszweck im Wesentlichen auf «die Führung und den Betrieb eines öffentlichen Verkehrsnetzes in der Region Glattal und den angrenzenden Gebieten» sowie die dazumal neu in die Statuten aufgenommene «Realisierung der Glattalbahn».
Das Aktienkapital der VBG beläuft sich auf 230'000 Franken, aufgeteilt auf 230 Namenaktien à 1000 Franken. Die Aktien werden nicht öffentlich gehandelt und verteilen sich auf 22 Aktionäre der öffentlichen Hand – 21 Zürcher Gemeinden und den Kanton. Langjährig einzige Privatperson im Aktionariat war der 2021 verstorbene Zürcher Kantonsrat und VBG-Mitinitiator Ruedi Lais.
Der ursprünglich 15 Mitglieder umfassende Verwaltungsrat wurde Mitte 2003 auf höchstens neun Mitglieder verkleinert.
Die Geschäftsleitung besteht seit Oktober 2007 aus sieben Mitgliedern, die zugleich Leiter einer Abteilung sind. Auf die insgesamt 26 Mitarbeiter entfallen 22,3 Vollzeitstellen-Äquivalente.

### Verwaltungsrat
Im Verwaltungsrat festen Einsitz hat ursprünglich der Direktor des Zürcher Verkehrsverbunds (ZVV) als Vertreter des Kantons Zürich (Volkswirtschaftsdirektion). Im Geschäftsjahr 2021 umfasste er sechs Mitglieder:
- René Huber, Kloten, VR-Präsident
- Doris Meier-Kobler, Bassersdorf, VR-Vizepräsidentin
- Renate Amstutz, Bern, Direktorin des Schweizerischen Städteverbandes
- Martin Gredig, Chur
- Roland W. Kobel, Wallisellen
- Ulrich Weidmann, Zürich, Vizepräsident Infrastruktur der ETH Zürich

### Marktgebiet
Das Marktgebiet der VBG umfasst 19 politische Gemeinden in drei Marktregionen.
Glattal
- Bassersdorf, Kloten, Opfikon, Rümlang, Wallisellen

Furttal
- Boppelsen, Buchs, Dällikon, Dänikon, Hüttikon, Otelfingen, Regensberg, Regensdorf

Effretikon/Volketswil
- Greifensee, Illnau-Effretikon, Lindau, Nürensdorf, Volketswil, Weisslingen

## Glattalbus

### Busbetrieb
Die VBG übernahmen 1993 die Organisation des Regionalbusnetzes im Glattal. Das Netz war zuvor in den öffentlich-rechtlichen Körperschaften «Verkehrsbetriebe der Region Unteres Glattal» (VRUG) und «Verkehrsbetriebe der Region Mittleres Glattal» (VRMG) zusammengeschlossen, an denen der Kanton Zürich und die betroffenen Gemeinden beteiligt waren, während die Leitung den Verkehrsbetrieben Zürich (VBZ) oblag.
Die VBG erbringen keine Fahrleistungen, der Betrieb erfolgt ausschliesslich durch beauftragte Transportunternehmen. Während bestehende Transportaufträge aufgrund eines mehrmonatigen Moratoriums zunächst übernommen werden mussten, werden diese seit etwa 1995 jeweils ausgeschrieben. Auch das Furttal wurde als Marktregion den VBG zugeteilt und die «Verkehrsbetriebe der Region Furttal» (VBRF) aufgelöst; die Betriebsübernahme durch die VBG erfolgte 1999. Im Herbst 2007 stellten die VBG ihren neuen Unternehmensauftritt vor, der Busbetrieb tritt seither – in Anlehnung an das Tram/Stadtbahn-Projekt «Glattalbahn» – unter dem Namen «Glattalbus» in Erscheinung. Das neue Corporate Design wurde im Laufe des Jahres 2008 auch an den bestehenden Bussen der Transportbeauftragten umgesetzt.

### Transportbeauftragte
Für die VBG sind fünf Transportbeauftragte tätig, die jeweils ein Teilnetz betreiben. Das Fahrpersonal ist bei diesen Betrieben angestellt; die Fahrzeuge werden über den ZVV und die VBG beschafft und finanziert, sind hingegen rechtlich im Eigentum der einzelnen Betriebe (Immatrikulation, Versicherung, Bewirtschaftung). ATE Bus, Eurobus und Ryffel besitzen eigene Garagen; die Fahrzeuge von Maag sind hingegen im Buszentrum von Eurobus Welti-Furrer AG in Bassersdorf eingemietet.
Glattal
- Eurobus Welti-Furrer AG, Bassersdorf
- Maag Busbetrieb AG, Kloten

Furttal
- Eurobus Welti-Furrer AG, Regensdorf

Glattal/Effretikon
- ATE Bus AG, Illnau-Effretikon

Effretikon/Volketswil
- Ryffel AG, Volketswil

Zuvor ebenfalls für die VBG tätig war Fröhlich Reisen AG mit Sitz in Zürich. Bei der Neuausschreibung seines Teilnetzes nach 10 Jahren verlor das Unternehmen im Februar 2007 seine Linien an Eurobus. Die in der VBZ-Garage Hagenholz eingemieteten Autobusse wurden daraufhin an Eurobus verkauft, die auch dazu verpflichtet war, das Fahrpersonal zu übernehmen. Die Knecht Holding, das Mutterunternehmen von Eurobus, übernahm daraufhin auch das komplette Reisebusgeschäft von Fröhlich, mit Ausnahme des Grundeigentums in Oberengstringen, wo sich die Ernest Fröhlich AG angesiedelt hat.
Ein weiteres für die VBG tätiges Unternehmen war Stadtbus Winterthur (SBW), das neben ihrer verbliebenen Überlandlinie 660 auch Fahrleistungen im Ortsverkehr zwischen Bassersdorf, Nürensdorf und Illnau-Effretikon für die VBG erbrachte.

## Glattalbahn
Angestossen von der Regionalkonferenz des (mittleren) Glattals «glow», wurde mit dem ZVV das Projekt «Stadtbahn Glattal» in die Wege geleitet. Aufgrund der personellen Überschneidungen zwischen «glow» und den VBG – insbesondere Otto Halter und Ruedi Lais – wurde die Realisierung der Stadtbahn an die VBG übertragen. Die VBG leiten das gesamte Projekt zum Bau der Glattalbahn und sind nach Abschluss der Arbeiten auch Eigentümer der Stadtbahnstrecken, die zum Zürcher Tramnetz gezählt werden.
Der Betrieb der Stadtbahn hingegen erfolgt durch die VBZ; während die Ende 2006 verlängerte Linie 11 mit den üblichen Fahrzeugen bedient wird, haben sich die VBG auf der verlängerten Linie 10 (ab Ende 2008) und der neuen Linie 12 (ab Ende 2010) vertraglich den Einsatz von Trams in VBG-Bemalung zusichern lassen, die dem im Herbst 2007 vorgestellten neuen Corporate Design entsprechen.